# آرامگاه زبیده خاتون
بقعه زبیده خاتون مربوط به دوره قاجار است و در قزوین، خیابان شهدا (سپه)، پشت بازارچه سپه واقع شده و این اثر در تاریخ ۱۱ مرداد ۱۳۸۴ با شمارهٔ ثبت ۱۲۶۱۲ به‌عنوان یکی از آثار ملی ایران به ثبت رسیده است.